# Prezident Malty
Prezident Malty (maltsky: President ta' Malta) je hlavou státu Malta. Je volen maltským parlamentem na pět let. Nemůže být zvolen podruhé. Po pěti letech ovšem držení úřadu automaticky nezaniká, zaniká až ve chvíli, kdy parlament najde dvoutřetinovou shodu na novém prezidentovi, přičemž ústava nestanoví žádný limit, do kdy tak musí parlament učinit, a stejně tak žádným způsobem neslevuje z požadavku dvoutřetinové většiny, a to ani po několikanásobné neúspěšné volbě. Teoreticky tedy prezident může překročit pětiletý mandát o poměrně dost velký časový úsek. Prezident může být dvoutřetinovou většinou v parlamentu rovněž odvolán. Jeho role v politickém systému Malty je spíše ceremoniální, výkonnou moc reálně drží premiér. Úřad prezidenta Malty vznikl 13. prosince 1974, kdy se Malta stala republikou. Zajímavostí je, že prezidentem se nesmí stát bývalý předseda Nejvyššího soudu a dokonce ani žádný jiný soudce vyšších soudů. Jde o projev extrémního důrazu na to, že moc politická a soudní musí být odděleny. Pokud prezident nemůže vykonávat svou funkci, přebírá jeho pravomoci osoba jmenovaná předsedou vlády po konzultaci s vůdcem opozice (kterýžto post je, jak bývá ve westminsterských politických systémech obvyklé, formalizován). Pokud taková osoba nebyla jmenována, vykonává povinnosti prezidenta předseda parlamentu. Prezident může rozpustit parlament na žádost předsedy vlády nebo po vyslovení nedůvěry vládě v parlamentu. Maltská ústava formálně nepřiznává prezidentovi žádné právo veta, se zákonem přijatým vládou musí dle ústavy neprodleně vyjádřit souhlas. V praxi se však úřadující prezidenti od této povinnosti již několikrát odchýlili a buď lobbovali za změnu v zákonech, nebo za jejich nepřijetí. Pokud vláda nemá v parlamentu dvoutřetinovou většinu pro odvolání prezidenta, jeho nepodpis pod zákonem, ač v zásadě na hraně ústavy, by vyvolal problém a ústavní krizi. V praxi tak prezidenti jakési neformální právo veta mohou uplatňovat. Prezident může udělit jednotlivou milost, ale nemůže vyhlásit plošnou amnestii. Oficiálním sídlem prezidenta je Velmistrovský palác ve Vallettě, povětšinou ale úřaduje v Paláci San Anton v Attardu. Letním sídlem prezidenta je Palác Verdala v Buskettských zahradách.